# 칼리가리 박사의 밀실
칼리가리 박사의 밀실(독일어: Das Cabinet des Dr. Caligari)은 1920년 제작된 독일의 표현주의 영화이다.

## 줄거리
북독일의 시골에서 온 칼리가리 박사는 체저레라고 하는 남자에게 최면술을 걸어 예언자라고 하여, 동네를 돌게 한다. 그는 몽유병자인 케사르를 넣고 다니면서 사람들에게 죽음을 예언하고, 그 예언을 적중시키기 위해 살인을 저지른다. 결국 그의 정신병자적인 면모가 밝혀진다.
주인공인 프란시스가 정신병자 같은 칼리가리박사에 대해 증언을 하며 영화가 시작된다. 프란시스의 증언에 따르면 북독일의 시골에서 온 칼리가리 박사는 몽유병자 체잘레라는 사람에게 최면술을 이용하여 사람들에게 죽음을 예언하고, 그 예언을 적중시키기 위해 살인을 저지르는 인물이다. 그는 칼리가리가 18세기에 있었던 대리 살인을 재현하고자 하는 강박관념에 사로잡힌 정신병원 원장임을 밝힌다.
다음은 스포일러: (하지만 영화의 마지막에 이르면 지금까지 증언한 프란시스가 정신병 환자이며, 칼리가리는 그를 담당한 의사였음이 드러난다.)

## 출연

### 주연
- 베르너 크라우스
- 콘라드 베이트
- 프리드리히 페르
- 릴 다고버

### 조연
- 한스 하인리히 폰 트바르도프스
- 루돌프 레팅거

## 기타
- 미술: 허르만 웜
- 미술: 발터 레이만
- 미술: 발터 로리그
- 의상: 발터 레이만

## 영화촬영기법 및 특징
- 히틀러의 광기
- 전체주의 등장
- 자연광 포기,인공광
- 광기,권위,폭력을 빛어둠을 통해서 표현
- 이야기의 구조 2개 공간 2개
- 세계와 자연의 부조화가 드러남
- 일그러진 풍경
- 주제가 애매하고 모호하다
- 공포영화와 심리영화(스릴러)에 많이 활용됨